# Cyrtodactylus redimiculus
Espèce
Statut de conservation UICN

 NT  : Quasi menacé
Cyrtodactylus redimiculus est une espèce de geckos de la famille des Gekkonidae.

## Répartition
Cette espèce est endémique de Palawan aux Philippines.

## Publication originale
- King, 1962 : A new gekkonid lizard of the genus Cyrtodactylus from the Philippine Islands. Fieldiana, Zoology, vol. 44, n. 13, p. 117-120 (texte intégral).